# Успенская церковь (Вихлянцевский)
Успенская церковь (Успенско-Никольский храм) — бывший православный храм на хуторе Вихлянцев Области Войска Донского, ныне хутора Вихлянцевский Волгоградской области.

## История
Церковь была построена на средства прихожан в октябре 1887 года. Была деревянная, с деревянной колокольней, покрытые листовым железом. Престол в храме был один — во имя Успения Пресвятой Богородицы. Дома для причта были церковные: у священника — деревянный, крытый камышом, с надворной постройкой, состоящий из трех комнат и кухни; для псаломщика дом состоял из одной комнаты и кухни. Также церкви принадлежали: деревянная караулка для сторжей, покрытая железом и ещё два дома для причта. Первым священником Успенской церкви был Алфеев Михаил Гаврилович.
Храм находился от консистории — в 500 верстах, от благочинного — в 35 верстах. Церковно-приходская школа была открыта в апреле 1898 года; войсковое приходское училище — также в 1898 году.
В советское время храм был закрыт. Вихлянцевскую церковь превращали в клуб и в колхозный склад. Во второй половине шестидесятых годов здание церкви сгорело.
В Государственном архиве Волгоградской области находятся документы, относящиеся к этой церкви.